# كان عند الجد ماكدونالد مزرعة (أغنية)
أولد ماكدونالد هاد اه فارم هي أغنية عالمية منذ عام 1917 قد ترجمت كلمات إلى لغات أخرى وتعديل طفيف لتناسب متطلبات الإيقاعية والثقافية. ما زالت تغنى أنها أغنية للأطفال لنفس النغمة.وهي أيضاً أغنية أطفال عربية شهيرة للمطرب محمد ثروت، غنها عام 1985. الألحان في أقدم تسجيل لها عام 1925 الكلمات العربية من تأليف محمد ثروت.
سبق وأن استخدم أحمد مكي أغنية (جدو علي) في فيلمه (سيما علي بابا) كما أستخدمها أيضاً باسم يوسف في برنامجه البرنامج بعد إعادة صياغة كلماتها.